# Chunchi (canton)
Chunchi est un canton d'Équateur situé dans la province de Chimborazo.